# Унутрашња сперматска фасција
Унутрашња сперматска фасција, инфундибулиформна фасција је танак слој који лабаво облаже семенску врпцу.

## Анатомија
Унутрашња сперматске фасција је изведена из попречне или трансверзалне фасције. Спаја се   са семенском врпцом на дубоком ингвиналном прстену.  Има врло мало лимфне дренаже, а инервисана је углавном сензорним аферентим влакнима и симпатичким нервним системом.

## Супротстављени ставови
Мирилас и сарадници. изнели су 2008. године другачију тачку гледишта у погледу унутрашње сперматске фасције  Наиме они сматрају да је омотач око унутрашњих сперматских крвних судова наставак мембранозног слоја екстраперитонеалне фасције изнад унутрашњег ингвиналног прстена. Слично томе, семеновод и његови крвни судови су окружени мембранским слојем. Ови налази су у сагласности са ставовима других истраживача, осим што се, у њиховој студији, два мембранска слоја налазе унутар унутрашње сперматске фасције. Они су закључили  да се два мембранска слоја причвршћују позади за унутрашњу сперматску фасцију помоћу два кратка педикула.
Налази други аутора су су различити од њиховог тумачења унутрашње сперматилне фасције, као и од њиховог налаза на педикулама. У другој студији, унутрашња сперматска фасција се односи на омотач око унутрашњих сперматских крвних судова, што подржавају многе студије. Међутим, у њиховој студији, унутрашња сперматска фасција се односи на омотач који окружује два мембранска слоја и њихов садржај. У овој (другој) студији откривеноо је да су два мембранска слоја и њихов садржај окружени спољашњом сперматском фасцијом и кремастером, а не унутрашњом сперматском фасцијом како тумаче Мирилас и сарадници.

## Галерија
- Скротум
- Шема попречног пресека кроз вагинални процес.